# Chráněná krajinná oblast Lužické hory
Chráněná krajinná oblast Lužické hory (CHKO Lužické hory) je chráněná krajinná oblast v Česku. Vyhlášena byla 12. dubna 1976. Správa CHKO sídlí v Jablonném v Podještědí. Rozloha CHKO činí 271 km², nadmořská výška se pohybuje v rozmezí 289 až 793 metrů, nejvyšším bodem je vrchol Luže.
CHKO Lužické hory se nachází v severních Čechách na rozhraní Ústeckého a Libereckého kraje v okresech Děčín, Česká Lípa a Liberec. Předmětem ochrany je rozmanitá krajina pískovcových skalních měst a znělcových, trachytových a čedičových kuželů. Tyto význačné geomorfologické útvary jsou doprovázeny zbytky přirozených lesních porostů ve vrcholových partiích (buk, jedle, javor, jilm a doubrava), vlhkými horskými a podhorskými loukami s výskytem vzácných druhů rostlin a nivami potoků.
Území Chráněné krajinné oblasti Lužické hory kromě vlastních Lužických hor zasahuje také do okolních geomorfologických jednotek – do Ještědsko-kozákovského hřbetu, Ralské pahorkatiny a Českého středohoří. Chráněné krajinná oblast Lužické hory sousedí s Národním parkem České Švýcarsko, Chráněnou krajinnou oblastí České středohoří a Chráněnou krajinnou oblastí Labské pískovce.
Z německé strany navazují na Lužické hory Žitavské hory obdobného charakteru, přírodního i kulturního vývoje, které se liší jen pojmenováním za státní hranicí.

## Historie

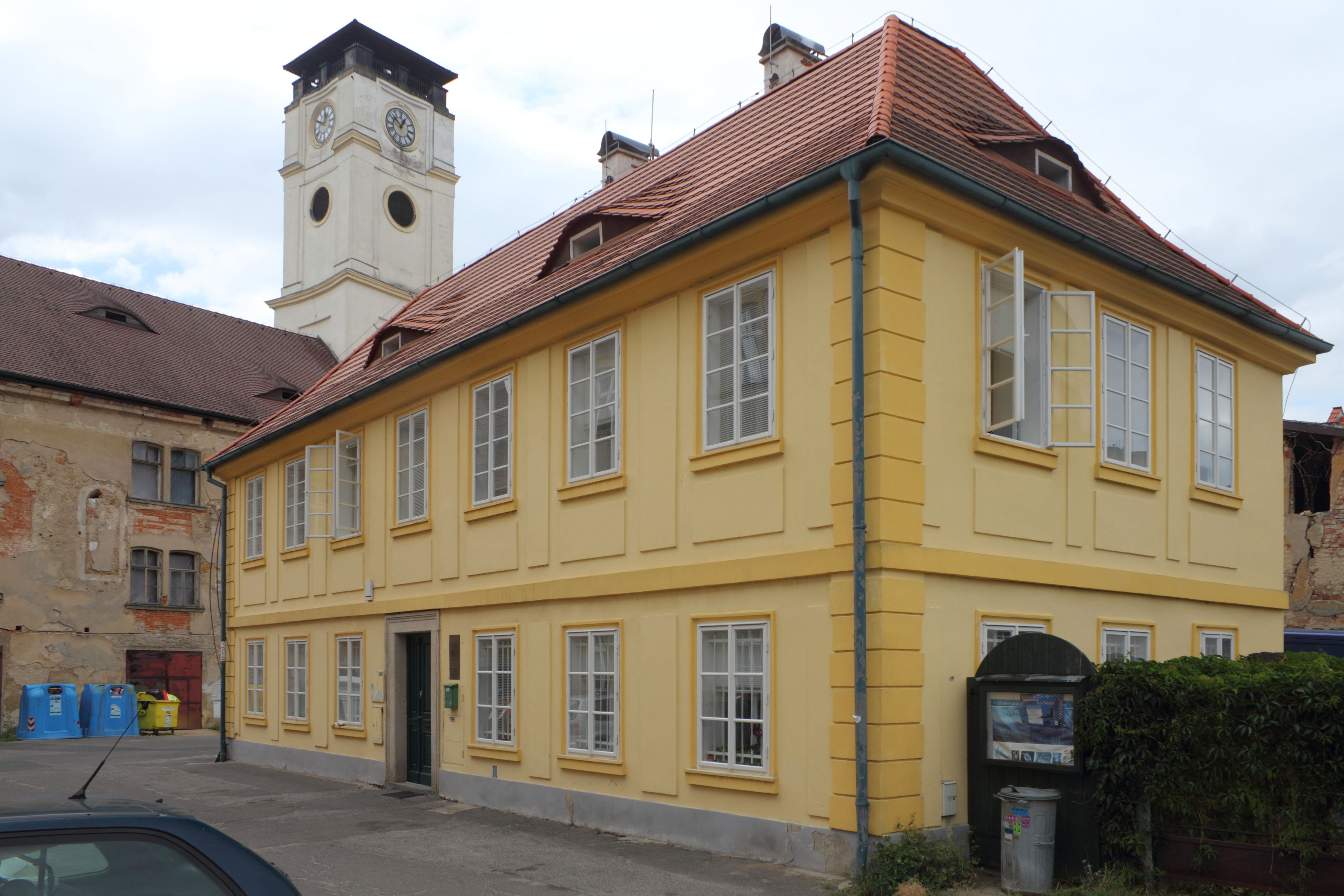
Budova Správy CHKO Lužické hory v Jablonném v Podještědí

V roce 1956 byl schválen zákon číslo 40 / 1956 Sb., který uložil založení odborných pracovišť zaměřených na státní ochranu přírody. V tehdejším Libereckém kraji ochranu památek i přírody zajišťoval Vlastivědný ústav se sídlem v Liberci. Po přijetí citovaného zákona na území Ústeckého kraje byl úkol svěřen samostatnému referátu Krajskému národnímu výboru v Ústí nad Labem. Rada KNV zřídila roku 1958 krajské středisko památkové péče a ochrany přírody. Po vzniku Severočeského kraje k 1. červenci 1960 byl zřízen samostatný referát zde, byl podřízen odboru kultury KNV. Toto středisko připravilo návrhy na zřízení několika CHKO na území kraje včetně CHKO Lužické hory.

### Založení
Chráněná krajinná oblast Lužické hory byla zřízena výnosem Ministerstva kultury z 19. března 1976, účinným k 12. dubnu 1976. Při založení měla na starosti území v rozsahu 265 km² v okresech Děčín, Česká Lípa a Liberec. Ve své péči měla pět státních přírodních rezervací, jedno chráněné naleziště a tři chráněné přírodní výtvory. Prvním sídlem správy chráněné krajinné oblasti byl v roce 1976 Děčín a od 1. ledna 1979 sídlí v Jablonném v Podještědí.
Po zrušení krajských národních výborů a jejich středisek byly správy všech chráněných krajinných oblastí k 1. lednu 1991 předány pod Český ústav ochrany přírody v Praze řízené Ministerstvem kultury. Brzy poté vzniklo Ministerstvo životního prostředí ČR, podřídilo si všech 23 správ chráněných krajinných oblastí v České republice a začlenilo je do samostatného útvaru. V březnu 1995 ministr zrušil Český ústav ochrany přírody a zřídil dvě nové organizace – Agenturu ochrany přírody a krajiny ČR a Správu chráněných krajinných oblastí. Obě organizace měly sídlo v Praze, po republice mají detašovaná pracoviště.
Své sídlo Správa CHKO Lužické hory musela v roce 1991 opustit, a přestěhovala se v říjnu do budovy Městského úřadu v Novém Boru na náměstí Míru. Tehdy měla osm pracovníků. Brzo se ukázaly nové prostory jako nedostatečné, protože se přistěhovaly do budovy další organizace.
V době svého založení (rok 1976) měla CHKO tyto chráněné lokality:
- Státní přírodní rezervace: Vápenka, Studený vrch, Klíč a Jezevčí vrch
- Chráněná naleziště: Kytlice
- Chráněný přírodní výtvor: Pustý zámek, Naděje a Bílé kameny

## Maloplošná chráněná území

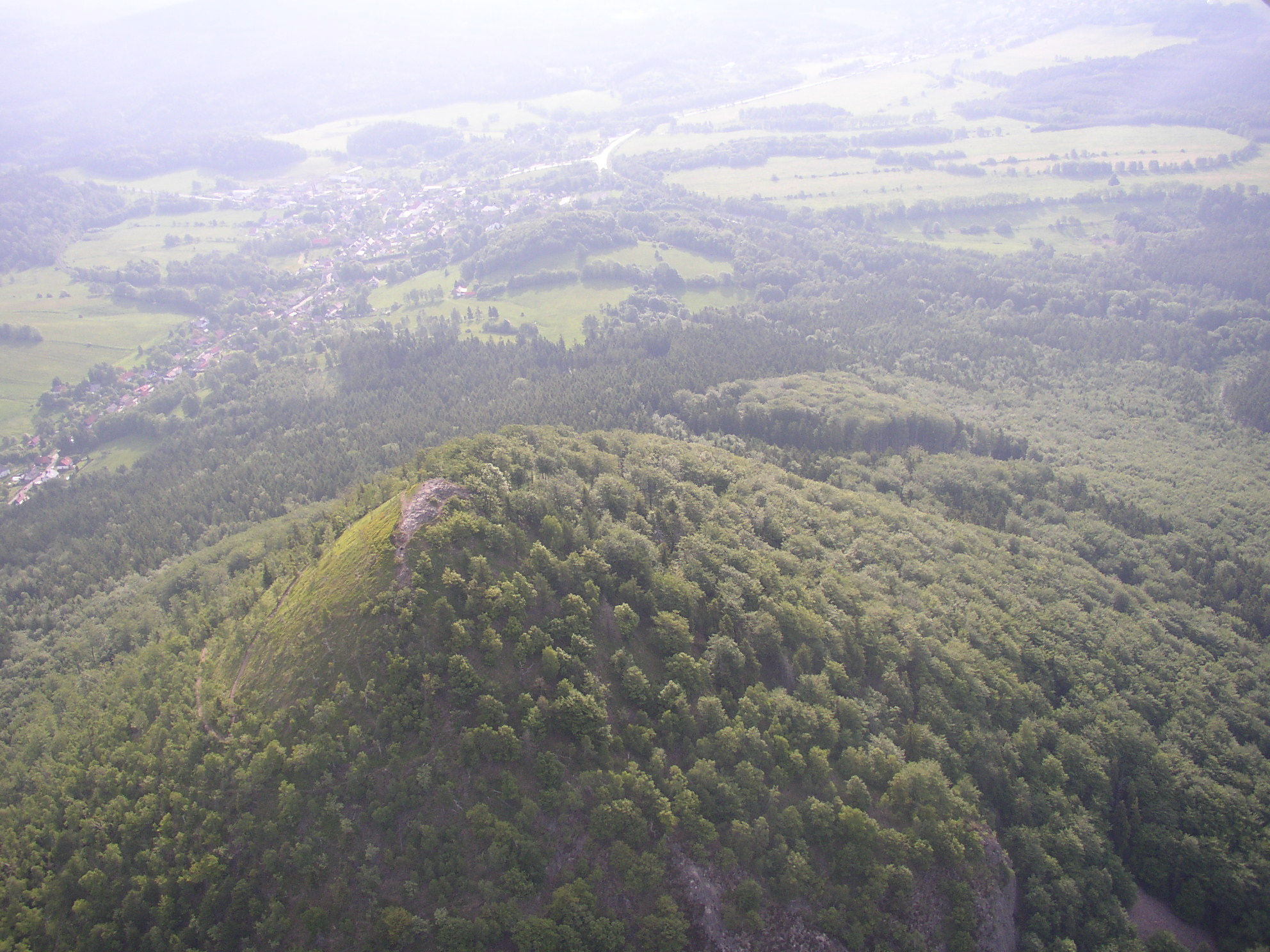
Letecký pohled na znělcovou horu Klíč

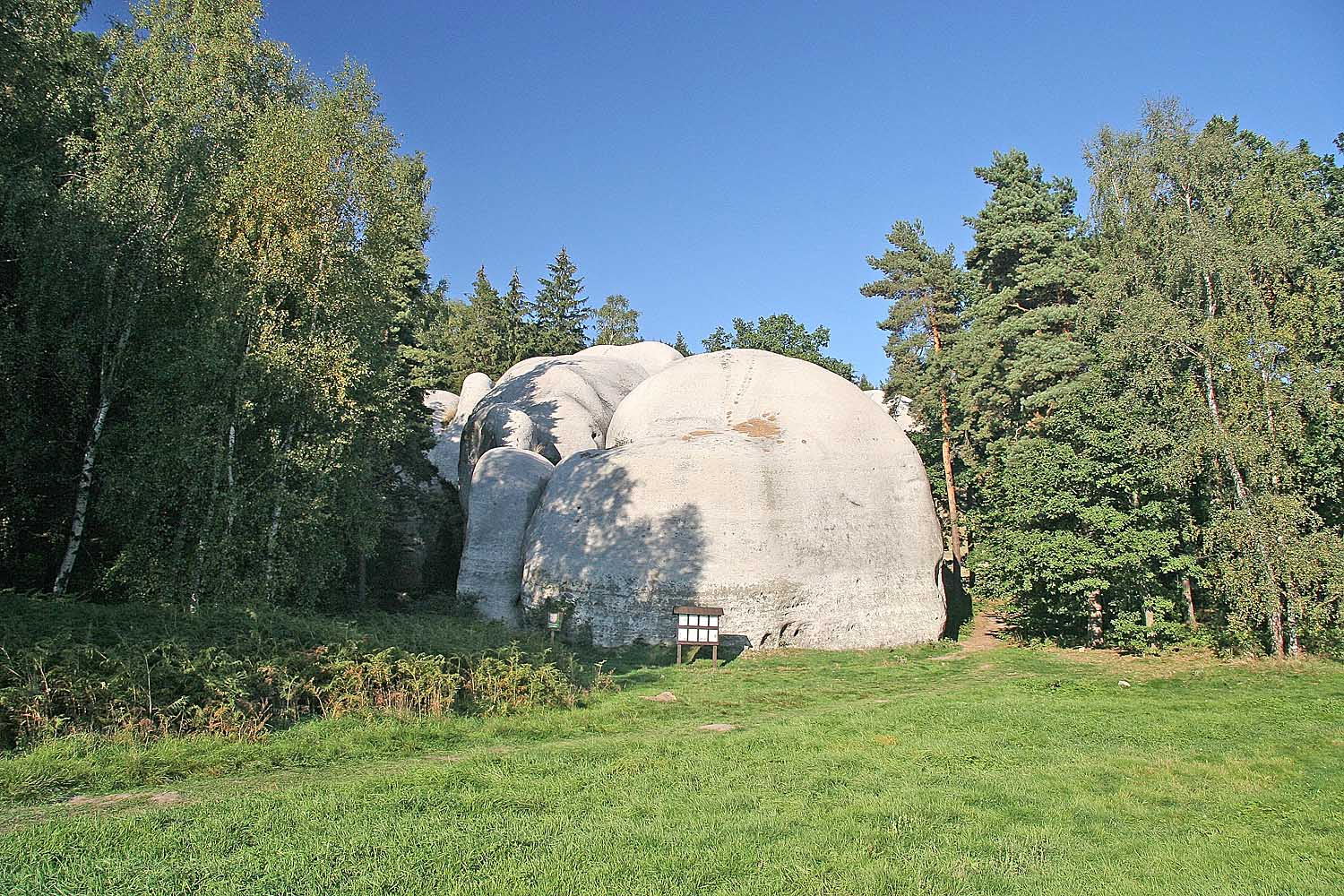
Pískovcové Sloní kameny

V roce 2020 se v chráněné krajinné oblasti nacházelo osmnáct maloplošných zvláště chráněných území:
Národní přírodní rezervaceJezevčí vrch
Národní přírodní památkaZlatý vrch
Přírodní rezervaceVápenka, Marschnerova louka, Studený vrch, Klíč, Spravedlnost, Luž
Přírodní památkyLouka u Brodských, Líska, Noldenteich, Pustý zámek, Kytlice, Brazilka, Naděje, Rašeliniště Mařeničky, Bílé kameny, U Rozmoklé žáby

## Naučné stezky
- Mezinárodní naučná stezka Lužické a Žitavské hory – začíná poblíž spojovací silnice mezi Jablonným v Podještědí a Chrastavou ve východní části hor a má 27 zastavení. Panely s informacemi jsou věnovány Lužickým a navazujícím Žitavským horám, geologii i přírodě.[8]
- Naučná stezka Okolím Studence.[9]
- Brazilka u stejnojmenné přírodní památky
- Lesnická naučná stezka Sokol
- Köglerova naučná stezka, nejstarší v Česku
- Hornická naučná stezka Údolí Milířky
- Naučná stezka Jánské kameny